# 張恆俊
張恆俊（韓語：장항준，1969年9月17日—），韓國導演、編劇。

## 編導作品

### 電視劇
- 2011年：tvN《豐年公寓》編劇
- 2011年：SBS《Sign》
  - 導演（第1-10集）、編劇（第11-20集）
- 2012年：SBS《電視劇帝王》編劇
- 2013年：tvN《你是誰》製作人

### 電影
- 2002年：《點燃打火機（朝鲜语：라이터를 켜라）》導演
- 2003年：《春風吹拂（朝鲜语：불어라 봄바람）》導演、編劇
- 2014年：《走到尽头》剧本润色
- 2017年：《記憶之夜》導演、編劇
- 2020年：《活死人之夜》编剧
- 2023年：《魯蛇大翻身》导演、剧本润色
- 2023年：《Open the Door》导演

## 演出作品

### 電視劇
- 2009年：MBC《穿透屋頂的High Kick》客串
- 2011年：SBS《Sign》客串
- 2011年：MBC《最佳愛情》客串
- 2012年：KBS《需要仙女》客串
- 2012年：SBS《幽靈》客串
- 2013年：SBS《來自星星的你》客串
- 2014年：SBS《皮諾丘》飾演 仁荷想像的場景中的導演
- 2017年：TV朝鮮《在你背上扣球》飾演 張恆俊

### 電影
- 2002年：《点燃打火机》
- 2003年：《春風吹拂》
- 2004年：《浪漫鬼屋》客串
- 2008年：《熱情似火》饰演 安导演
- 2010年：《加油站襲擊事件2》饰演 导演
- 2010年：《戀愛中毒》饰演 张作家（特别出演）
- 2012年：《完美廣播》饰演 张作家（特别出演）
- 2012年：《偵探上錯床（朝鲜语：간기남）》飾演 中餐館老闆（友情出演）
- 2012年：《Super Star》客串
- 2012年：《馬屁精》饰演 导演（特别出演）
- 2015年：《陷阱：致命的诱惑》（特别出演）
- 2016年：《我的新野蛮女友》饰演 剧团导演
- 2021年：《车仁表怎么了？》饰演 张导演（特别出演）

### 綜藝節目
- 2020-2021年：《環環相扣的老故事》

## 外部連結
- 張恆俊在韩国电影数据库（KMDb）上的資料（韓語）
- 張恆俊在Daum网站的资料